# 標葉郡
- 令制国一覧 > 東山道 > 陸奥国・磐城国 > 標葉郡
- 日本 > 東北地方 > 福島県 > 標葉郡

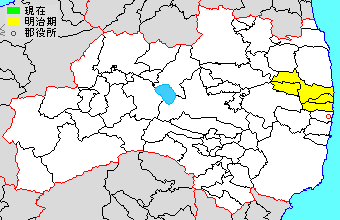
福島県標葉郡の範囲

標葉郡（しねはぐん、しめはぐん）は、福島県浜通り（陸奥国・磐城国）にあった郡。

## 郡域
1878年（明治12年）に行政区画として発足した当時の郡域は、双葉郡大熊町・浪江町・双葉町・葛尾村にあたる。

## 歴史
古代
- 『先代旧事本紀』国造本紀によると成務天皇期に足彦命を染羽国造（しめはのくにのみやつこ）に任じたとされる。
- 『和名抄』には「志波（しは）郡」とある。

標葉氏による統治
- 戦国時代前期までは、標葉郡は標葉氏の領土だったが、北隣の相馬氏に滅ぼされた。

相馬氏による統治
- 戦国時代後期から明治維新までは、標葉郡は相馬氏の領土に入れられた。
- 浜街道が「岩城相馬街道」と呼ばれたのは、この戦国時代後半である。そして、標葉郡（相馬氏の領土）と楢葉郡（岩城氏の領土）の境が、夜ノ森である。戦国時代後半の標葉郡は、相馬氏が岩城氏と田村氏を牽制する為の前線地帯となっていた。
- 江戸時代も、引き続き相馬氏が治める中村藩の領土となり、二宮尊徳の農政指導によって越中国（現在の富山県）から標葉郡に移住する人々が多く現れた。
- 江戸時代になると、江戸以南の東海道と同じく、江戸以北の浜街道にも宿場町が整備された。

戊辰戦争と廃藩置県
- 戊辰戦争では、中村藩は両隣の仙台藩や磐城平藩と共に奥羽越列藩同盟に加わり、標葉郡も戦乱の巷に巻き込まれたが、中村藩は明治政府軍に敗北した。
- 標葉郡は、明治4年旧暦7月14日（1871年8月29日）の廃藩置県当初は中村県の一部だったが、少し後の1872年1月9日には磐前県の一部になった。しかし、明治9年（1876年）8月21日には磐前県は福島県1876年以前や若松県と合併され、これ以後は福島県に属している。
- 明治29年（1896年）には、旧相馬領（夜ノ森以北）の標葉郡と旧岩城領（夜ノ森以南）の楢葉郡が合併され、双葉郡となって現在に至っている。

戦後社会
- 高度経済成長期になると、旧標葉郡も旧岩城領と同じように東京の電力供給源となった。これを象徴する出来事が、旧標葉郡の一角だった大熊に、東京電力の福島第一原子力発電所が建設されたことである。
- 平成以後の旧標葉郡では、旧岩城領と同じく、発電所を背景にした地域振興（大熊の「原子力もなか」など）や、話題作りによる地域振興（浪江の「DASH村」や「なみえ焼きそば」など）といった多様で独自性の濃い地域振興策が実施された。

福島第一原子力発電所事故
平成23年（2011年）3月11日の東日本大震災に誘発された福島第一原子力発電所事故により、旧標葉郡は、ほぼ全域が警戒区域となり、住民は退去を強制されていたが、徐々に警戒区域が解除され住民の帰還が始まっている。

### 近代以降の沿革
- 幕末時点では陸奥国に所属し、全域が中村藩領であった。「旧高旧領取調帳」に記載されている明治初年時点に存在した村は以下の通り。（64村）

小野田村、井手村、室原村、幾世橋村、北幾世橋村、高瀬村、牛渡村、酒井村、谷津田村、苅宿村、酒田村、権現堂村、樋渡村、藤橋村、立野村、請戸村、舛倉村、棚塩村、末森村、大堀村、西台村、小丸村、川添村、加倉村、田尻村、熊川村、前田村、山田村、熊村、佐山村、上羽鳥村、新山村、下羽鳥村、渋川村、松倉村、目迫村、水沢村、郡山村、細谷村、小入野村、鴻草村、野上村、下野上村、長塚村、両竹村、中野村、中田村、寺沢村、松迫村、夫沢村、小良浜村、中浜村、大川原村、石熊村、野川村、上野川村、津島村（現・浪江町津島）、下津島村、赤宇木村、昼曽根村、落合村、羽付村、水境村、芹沢村
- 明治元年
  - 10月13日（1868年11月26日 - 中村藩主相馬季胤が全領土6万石を安堵される。
  - 12月7日（1869年1月19日） - 陸奥国が分割され、本郡は磐城国の所属となる。
- 明治4年
  - 7月14日（1871年8月29日） - 廃藩置県により中村県の管轄となる。
  - 11月2日（1871年12月13日） - 第1次府県統合により平県の管轄となる。
  -  11月29日（1872年1月9日） - 平県が磐前県に改称。
- 明治8年（1875年） - 田村郡葛尾村、津島村（現・浪江町南津島）の所属郡が本郡に変更。（66村）
- 明治9年（1876年）8月21日 - 第2次府県統合により福島県の管轄となる。
- 明治12年（1879年）
  - 1月27日 - 郡区町村編制法の福島県での施行により、行政区画としての標葉郡が発足。「楢葉標葉郡役所」が楢葉郡小浜村に設置され、同郡とともに管轄。
  - 舛倉村が請戸村に合併。（65村）
  - 津島村（現・双葉郡南津島）が南津島村に改称。
- 明治13年（1880年）（62村）
  - 佐山村が熊村に合併。
  - 水境村・芹沢村が津島村（現・浪江町津島）に合併。

### 町村制以降の沿革

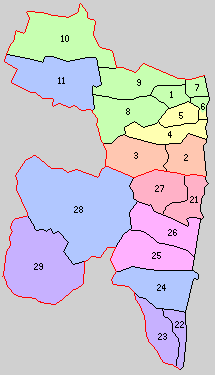
1. 浪江村 2. 熊町村 3. 大野村 4. 新山村 5. 長塚村 6. 請戸村 7. 幾世橋村 8. 大堀村 9. 苅野村 10. 津島村 11. 葛尾村（橙：大熊町 黄：双葉町 緑：浪江町 青：合併なし 21 - 29は楢葉郡）

- 明治22年（1889年）4月1日 - 町村制の施行により、以下の各村が発足。（11村）
  - 浪江村 ← 権現堂村、川添村、牛渡村、樋渡村、高瀬村（現・浪江町）
  - 熊町村 ← 熊村、熊川村、夫沢村、小良浜村、小入野村（現・大熊町）
  - 大野村 ← 大川原村、野上村、下野上村（現・大熊町）
  - 新山村 ← 新山村、前田村、水沢村、目迫村、山田村、石熊村、郡山村、細谷村、松迫村（現・双葉町）
  - 長塚村 ← 長塚村、上羽鳥村、下羽鳥村、寺沢村、松倉村、鴻草村、渋川村、中田村（現・双葉町）
  - 請戸村 ← 請戸村（現・浪江町）、両竹村、中浜村（現・浪江町、双葉町）、中野村（現・双葉町）
  - 幾世橋村 ← 幾世橋村、北幾世橋村、棚塩村（現・浪江町）
  - 大堀村 ← 小野田村、大堀村、小丸村、田尻村、末森村、井手村、谷津田村、酒井村（現・浪江町）
  - 苅野村 ← 苅宿村、加倉村、室原村、立野村、酒田村、藤橋村、西台村（現・浪江町）
  - 津島村 ← 下津島村、津島村、羽付村、南津島村、赤宇木村、昼曽根村、行方郡川房村［大柿］（現・浪江町）
  - 葛尾村 ← 上野川村、野川村、落合村、葛尾村（現存）
- 明治29年（1896年）4月1日 - 標葉郡および楢葉郡の一部（川前村を除く）の区域をもって双葉郡が発足。同日標葉郡廃止。

### 変遷表
| 藩政期       | 明治22年以前 | 明治22年4月1日 | 明治22年 - 明治28年 | 明治29年4月1日  | 現在          |
| ------------ | ------------ | -------------- | ------------------- | --------------- | ------------- |
| 津島村       | 津島村       | 津島村         | 津島村              | 双葉郡 津島村   | 双葉郡 浪江町 |
| 芹沢村       | 津島村       | 津島村         | 津島村              | 双葉郡 津島村   | 双葉郡 浪江町 |
| 水境村       | 津島村       | 津島村         | 津島村              | 双葉郡 津島村   | 双葉郡 浪江町 |
| 下津島村     | 下津島村     | 津島村         | 津島村              | 双葉郡 津島村   | 双葉郡 浪江町 |
| 赤宇木村     | 赤宇木村     | 津島村         | 津島村              | 双葉郡 津島村   | 双葉郡 浪江町 |
| 羽附村       | 羽附村       | 津島村         | 津島村              | 双葉郡 津島村   | 双葉郡 浪江町 |
| 昼曽根村     | 昼曽根村     | 津島村         | 津島村              | 双葉郡 津島村   | 双葉郡 浪江町 |
| 〔田〕津島村 | 南津島村     | 津島村         | 津島村              | 双葉郡 津島村   | 双葉郡 浪江町 |
| 苅宿村       | 苅宿村       | 苅野村         | 苅野村              | 双葉郡 苅野村   | 双葉郡 浪江町 |
| 加倉村       | 加倉村       | 苅野村         | 苅野村              | 双葉郡 苅野村   | 双葉郡 浪江町 |
| 酒田村       | 酒田村       | 苅野村         | 苅野村              | 双葉郡 苅野村   | 双葉郡 浪江町 |
| 立野村       | 立野村       | 苅野村         | 苅野村              | 双葉郡 苅野村   | 双葉郡 浪江町 |
| 西台村       | 西台村       | 苅野村         | 苅野村              | 双葉郡 苅野村   | 双葉郡 浪江町 |
| 藤橋村       | 藤橋村       | 苅野村         | 苅野村              | 双葉郡 苅野村   | 双葉郡 浪江町 |
| 室原村       | 室原村       | 苅野村         | 苅野村              | 双葉郡 苅野村   | 双葉郡 浪江町 |
| 権現堂村     | 権現堂村     | 浪江村         | 浪江村              | 双葉郡 浪江村   | 双葉郡 浪江町 |
| 牛渡村       | 牛渡村       | 浪江村         | 浪江村              | 双葉郡 浪江村   | 双葉郡 浪江町 |
| 川添村       | 川添村       | 浪江村         | 浪江村              | 双葉郡 浪江村   | 双葉郡 浪江町 |
| 高瀬村       | 高瀬村       | 浪江村         | 浪江村              | 双葉郡 浪江村   | 双葉郡 浪江町 |
| 樋渡村       | 樋渡村       | 浪江村         | 浪江村              | 双葉郡 浪江村   | 双葉郡 浪江町 |
| 大堀村       | 大堀村       | 大堀村         | 大堀村              | 双葉郡 大堀村   | 双葉郡 浪江町 |
| 井手村       | 井手村       | 大堀村         | 大堀村              | 双葉郡 大堀村   | 双葉郡 浪江町 |
| 小野田村     | 小野田村     | 大堀村         | 大堀村              | 双葉郡 大堀村   | 双葉郡 浪江町 |
| 小丸村       | 小丸村       | 大堀村         | 大堀村              | 双葉郡 大堀村   | 双葉郡 浪江町 |
| 酒井村       | 酒井村       | 大堀村         | 大堀村              | 双葉郡 大堀村   | 双葉郡 浪江町 |
| 末森村       | 末森村       | 大堀村         | 大堀村              | 双葉郡 大堀村   | 双葉郡 浪江町 |
| 田尻村       | 田尻村       | 大堀村         | 大堀村              | 双葉郡 大堀村   | 双葉郡 浪江町 |
| 谷津田村     | 谷津田村     | 大堀村         | 大堀村              | 双葉郡 大堀村   | 双葉郡 浪江町 |
| 幾世橋村     | 幾世橋村     | 幾世橋村       | 幾世橋村            | 双葉郡 幾世橋村 | 双葉郡 浪江町 |
| 北幾世橋村   | 北幾世橋村   | 幾世橋村       | 幾世橋村            | 双葉郡 幾世橋村 | 双葉郡 浪江町 |
| 棚塩村       | 棚塩村       | 幾世橋村       | 幾世橋村            | 双葉郡 幾世橋村 | 双葉郡 浪江町 |
| 請戸村       | 請戸村       | 請戸村         | 請戸村              | 双葉郡 請戸村   | 双葉郡 浪江町 |
| 中浜村       | 中浜村       | 請戸村         | 請戸村              | 双葉郡 請戸村   | 双葉郡 浪江町 |
| 両竹村       | 両竹村       | 請戸村         | 請戸村              | 双葉郡 請戸村   | 双葉郡 浪江町 |
| 中野村       | 中野村       | 請戸村         | 請戸村              | 双葉郡 請戸村   | 双葉郡 双葉町 |
| 新山村       | 新山村       | 新山村         | 新山村              | 双葉郡 新山村   | 双葉郡 双葉町 |
| 石熊村       | 石熊村       | 新山村         | 新山村              | 双葉郡 新山村   | 双葉郡 双葉町 |
| 郡山村       | 郡山村       | 新山村         | 新山村              | 双葉郡 新山村   | 双葉郡 双葉町 |
| 細谷村       | 細谷村       | 新山村         | 新山村              | 双葉郡 新山村   | 双葉郡 双葉町 |
| 前田村       | 前田村       | 新山村         | 新山村              | 双葉郡 新山村   | 双葉郡 双葉町 |
| 松迫村       | 松迫村       | 新山村         | 新山村              | 双葉郡 新山村   | 双葉郡 双葉町 |
| 水沢村       | 水沢村       | 新山村         | 新山村              | 双葉郡 新山村   | 双葉郡 双葉町 |
| 目迫村       | 目迫村       | 新山村         | 新山村              | 双葉郡 新山村   | 双葉郡 双葉町 |
| 山田村       | 山田村       | 新山村         | 新山村              | 双葉郡 新山村   | 双葉郡 双葉町 |
| 長塚村       | 長塚村       | 長塚村         | 長塚村              | 双葉郡 長塚村   | 双葉郡 双葉町 |
| 鴻草村       | 鴻草村       | 長塚村         | 長塚村              | 双葉郡 長塚村   | 双葉郡 双葉町 |
| 渋川村       | 渋川村       | 長塚村         | 長塚村              | 双葉郡 長塚村   | 双葉郡 双葉町 |
| 寺沢村       | 寺沢村       | 長塚村         | 長塚村              | 双葉郡 長塚村   | 双葉郡 双葉町 |
| 中田村       | 中田村       | 長塚村         | 長塚村              | 双葉郡 長塚村   | 双葉郡 双葉町 |
| 上羽鳥村     | 上羽鳥村     | 長塚村         | 長塚村              | 双葉郡 長塚村   | 双葉郡 双葉町 |
| 下羽鳥村     | 下羽鳥村     | 長塚村         | 長塚村              | 双葉郡 長塚村   | 双葉郡 双葉町 |
| 松倉村       | 松倉村       | 長塚村         | 長塚村              | 双葉郡 長塚村   | 双葉郡 双葉町 |
| 大川原村     | 大川原村     | 大野村         | 大野村              | 双葉郡 大野村   | 双葉郡 大熊町 |
| 野上村       | 野上村       | 大野村         | 大野村              | 双葉郡 大野村   | 双葉郡 大熊町 |
| 下野上村     | 下野上村     | 大野村         | 大野村              | 双葉郡 大野村   | 双葉郡 大熊町 |
| 熊村         | 熊村         | 熊町村         | 熊町村              | 双葉郡 熊町村   | 双葉郡 大熊町 |
| 佐山村       | 熊村         | 熊町村         | 熊町村              | 双葉郡 熊町村   | 双葉郡 大熊町 |
| 熊川村       | 熊川村       | 熊町村         | 熊町村              | 双葉郡 熊町村   | 双葉郡 大熊町 |
| 夫沢村       | 夫沢村       | 熊町村         | 熊町村              | 双葉郡 熊町村   | 双葉郡 大熊町 |
| 小良浜村     | 小良浜村     | 熊町村         | 熊町村              | 双葉郡 熊町村   | 双葉郡 大熊町 |
| 小入野村     | 小入野村     | 熊町村         | 熊町村              | 双葉郡 熊町村   | 双葉郡 大熊町 |
| 〔田〕葛尾村 | 葛尾村       | 葛尾村         | 葛尾村              | 双葉郡 葛尾村   | 双葉郡 葛尾村 |
| 落合村       | 落合村       | 葛尾村         | 葛尾村              | 双葉郡 葛尾村   | 双葉郡 葛尾村 |
| 野川村       | 野川村       | 葛尾村         | 葛尾村              | 双葉郡 葛尾村   | 双葉郡 葛尾村 |
| 上野川村     | 上野川村     | 葛尾村         | 葛尾村              | 双葉郡 葛尾村   | 双葉郡 葛尾村 |

〔田〕－田村郡所属

## 行政
楢葉・標葉郡長
| 代 | 氏名     | 就任年月日                 | 退任年月日                 | 備考                           |
| -- | -------- | -------------------------- | -------------------------- | ------------------------------ |
| 1  | 荒至重   | 明治12年（1879年）1月27日  | 明治15年（1882年）5月17日  |                                |
| 2  | 長久保猷 | 明治15年（1882年）5月17日  | 明治16年（1883年）1月29日  |                                |
| 3  | 宮川正治 | 明治16年（1883年）2月1日   | 明治16年（1883年）7月14日  |                                |
| 4  | 沼沢七郎 | 明治16年（1883年）11月22日 | 明治17年（1884年）7月14日  |                                |
| 5  | 三淵隆衡 | 明治17年（1884年）7月14日  | 明治18年（1885年）8月15日  |                                |
| 6  | 荒賀直哉 | 明治18年（1885年）9月4日   | 明治19年（1886年）月日不詳 |                                |
| 7  | 岡貞一   | 明治19年（1886年）5月3日   | 明治19年（1886年）6月3日   |                                |
| 8  | 遠藤常師 | 明治19年（1886年）6月3日   | 明治19年（1886年）7月      |                                |
| 9  | 長井高明 | 明治19年（1886年）10月4日  | 明治24年（1891年）10月9日  |                                |
| 10 | 坂口実行 | 明治24年（1891年）10月9日  | 明治26年（1893年）12月5日  |                                |
| 11 | 高山喜英 | 明治26年（1893年）12月5日  | 明治28年（1895年）11月26日 |                                |
| 12 | 三田勝俊 | 明治28年（1895年）11月26日 | 明治29年（1896年）3月31日  | 標葉郡との合併により楢葉郡廃止 |